# 쿠루 파술리에
쿠루 파술리에(튀르키예어: kuru fasulye)는 튀르키예의 강낭콩 스튜이다. 흰강낭콩을 토마토 국물에 익힌 스튜로, 튀르키예의 국민 음식 가운데 하나로 여겨진다.

## 이름
튀르키예어 "쿠루 파술리에(kuru fasulye)"는 "마른 콩"이라는 뜻이다. "쿠루(kuru)"는 "마른, 건조된"이라는 뜻이며, 오스만어 "쿠루(قورو)"에서 유래했다. 튀르크조어 "*kūr"를 어원으로 둔다. "파술리에(fasulye)"는 "콩"을 뜻하는 말이며, 오스만어 "파술리아(فاصولیه)"에서 유래했다. 어원은 "콩"을 뜻하는 그리스어 "파솔리(φασόλι)"의 복수형 "파솔리아(φασολιά)"이다.

## 만들기
물에 불린 흰강낭콩을 삶아 익힌다. 올리브유에 양파를 볶다가, 마늘, 피망이나 고추, 도마테스 살차스(토마토 살차), 비베르 살차스(고추 살차), 고기나 파스트르마, 수주크 등 가공육을 넣고 함께 볶는다. 토마토 퓌레와 흰강낭콩을 넣어 섞고, 물을 부어 스튜한다. 소금, 설탕, 후추 등으로 간하고, 다 익으면 녹인 버터를 뿌려 낸다.

## 같이 보기
- 파솔라다
- 파술리야
- 로비오